# Dylan O'Brien
Dylan Rhodes O’Brien (New York, 26 agosto 1991) è un attore statunitense.
È principalmente noto per il ruolo del co-protagonista Stiles Stilinski nella serie televisiva Teen Wolf e per il ruolo del protagonista Thomas nella trilogia di film The Maze Runner.

## Biografia
Dylan Rhodes O'Brien è nato a New York da Lisa Rhodes, ex attrice e insegnante di recitazione, e Patrick O'Brien, cameraman. Ha una sorella più grande di nome Julia. È cresciuto a Springfield, in New Jersey, prima di trasferirsi a Hermosa Beach, in California, quando aveva 12 anni. L'attore ha origini italiane, inglesi e spagnole da parte della madre e irlandesi da parte del padre. Suona il pianoforte dall'età di 4 anni e in seguito diventa batterista per la band Slow Kids at Play.
Dopo essersi diplomato alla Mira Costa High School nel 2009, Dylan O'Brien aveva intenzione di lavorare nelle trasmissioni sportive e soprattutto per i Mets. Considerò la possibilità di frequentare la Syracuse University nell'autunno del 2009, ma decise poi di trasferirsi a Los Angeles per intraprendere la carriera di attore. Inizialmente ha prodotto e diretto una serie di video comici da lui creati e interpretati e che sono stati pubblicati sul suo canale YouTube moviekidd826.

### Carriera

#### 2011-2017: Il debutto conTeen Wolf

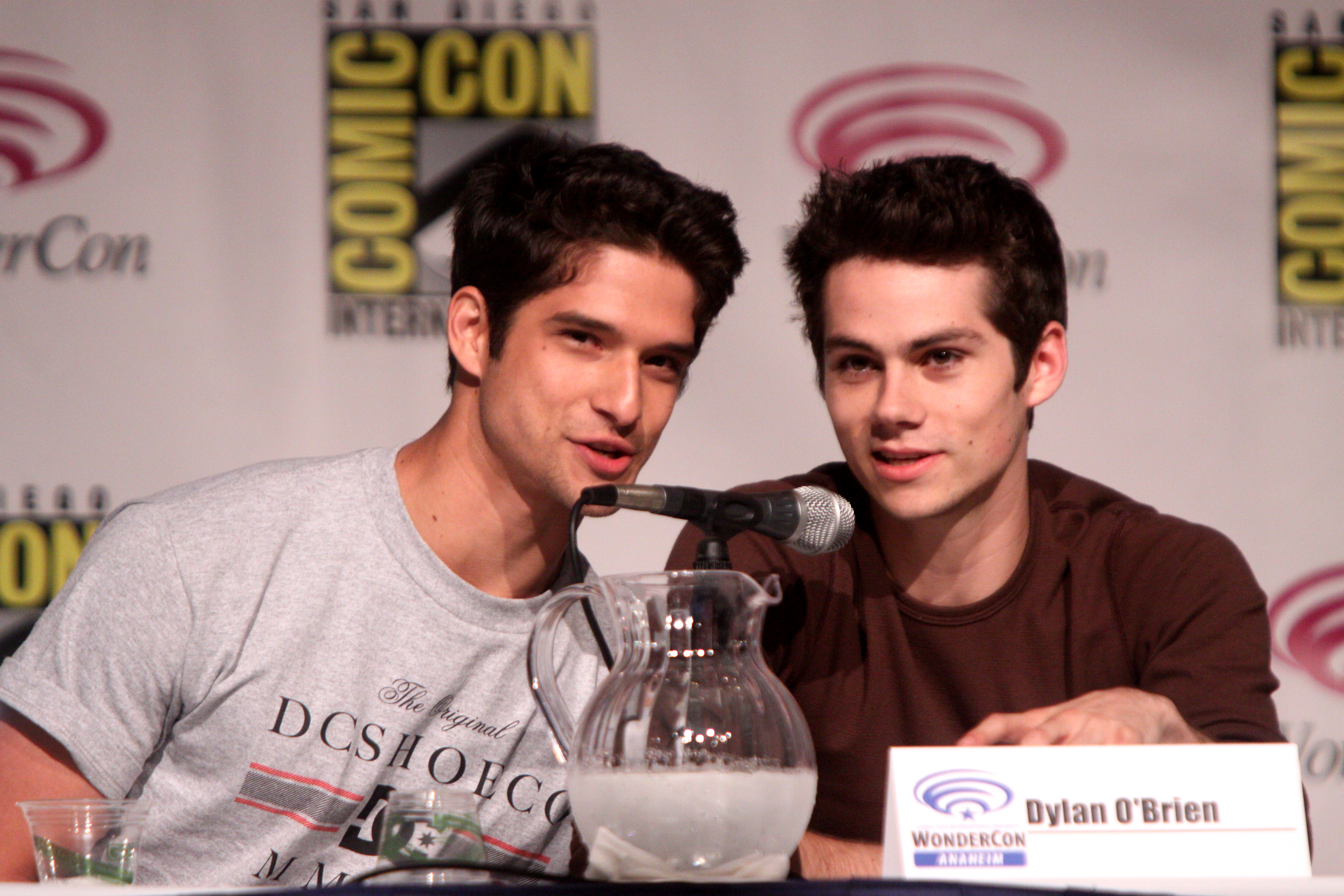
Tyler Posey con Dylan O'Brien all'Anaheim WonderCon nel 2013

Nel 2011 O'Brien ha debuttato nella serie televisiva di MTV Teen Wolf, basata sull'omonimo film del 1985 e dove veste i panni di Stiles Stilinski, il miglior amico del protagonista (Scott McCall interpretato da Tyler Posey). Inizialmente partecipò ai provini della serie per il ruolo di Scott McCall, ma dopo aver letto il copione, volle invece fare il provino per la parte di Stiles. La serie acquista una grande popolarità tra i giovani, e riesce a proiettare O'Brien sulla scia del successo. In America la serie è andata in onda per la prima volta il 5 giugno, 2011 e si è conclusa il 24 settembre, 2017, dopo sei stagioni.
Nello stesso anno viene scritturato per il ruolo di protagonista nel cortometraggio Charlie Brown: Blockhead's Revenge, diretto da Robert Ben Garant, nel quale interpreta Charlie Brown.

#### 2012-2018:The Maze Runnere il successo internazionale

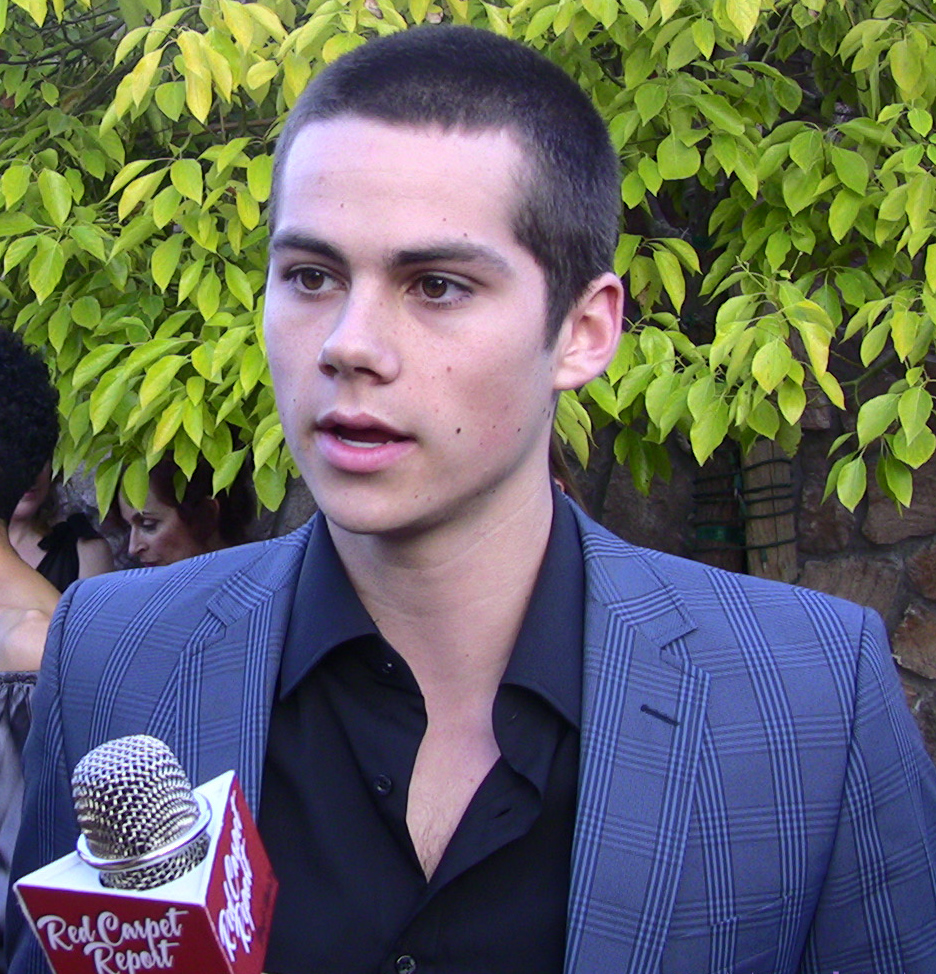
Dylan O'Brien ai Saturn Awards 2011

Nel 2012 Dylan O'Brien ha debuttato al cinema nel film indipendente High Road, al fianco di Lizzy Caplan. Inoltre ottiene il ruolo di co-protagonista nel film The First Time con Britt Robertson e Victoria Justice. Nel 2013 l'attore ha partecipato al film Gli stagisti, con Vince Vaughn e Owen Wilson. Sempre nel 2013 è inoltre apparso in due episodi delle serie televisive First Dates with Toby Harris e New Girl.
Nel 2014 interpreta il ruolo di Thomas, protagonista del film Maze Runner - Il labirinto, nel quale ha recitato al fianco di Kaya Scodelario, Thomas Brodie-Sangster e Will Poulter. Il film si è rivelato essere un grande successo internazionale, con più di 340 milioni di dollari di incassi. La sua interpretazione in questa pellicola gli ha permesso di vincere il premio "attore rivelazione" agli Young Hollywood Awards.
La 20th Century Fox ha annunciato di aver acquistato i diritti cinematografici del secondo romanzo della serie The Maze Runner, La fuga - Maze Runner, pubblicato da Dashner nel 2010, nel quale O'Brien riprende il ruolo del protagonista. Le riprese cominciano a settembre 2015 in New Mexico e il film Maze Runner - La fuga esce negli Stati Uniti il 18 settembre, mentre in Italia viene distribuito in tutte le sale a partire dal 15 ottobre. Anche questo film ottiene successo, incassando oltre 312 milioni di dollari in tutto il mondo. Il 9 luglio 2015 viene annunciato l'avvio delle riprese del sequel Maze Runner - La rivelazione nel febbraio 2016, pellicola in cui viene nuovamente scelto O'Brien per rivestire il ruolo di protagonista. Le riprese vengono però interrotte a causa di un grave incidente sul set che coinvolge proprio O'Brien nel marzo 2016, il quale riporta fratture al volto, costringendo così a posporre l'uscita del terzo film della saga al 1º febbraio 2018 (in Italia è uscito il 2 dello stesso mese).
Nel 2017, insieme a Mark Wahlberg, Kurt Russell, Kate Hudson e John Malkovich, prende parte al film Deepwater - Inferno sull'oceano di Peter Berg dove veste i panni di Caleb Holloway, un impiegato della piattaforma petrolifera che il 20 aprile 2010 per via di un'esplosione ha causato dei danni al Golfo del Messico. Il film è stato candidato agli Oscar 2017 come miglior sonoro e migliori effetti speciali. Lo stesso anno, inoltre, è il protagonista di American Assassin, film diretto da Michael Cuesta, in cui O'Brien interpreta Mitch Rapp, uno studente che entrerà nella CIA dopo la morte della compagna a causa di un attacco terroristico; nel cast è affiancato da 3 noti attori come Michael Keaton, Scott Adkins e Taylor Kitsch. Per il film in cui ha interpretato Mitch Rapp, O'Brien ha avuto un'iniziale titubanza dovuta ai postumi dell'incidente, risolta durante le riprese dal direttore e dallo stuntman Roger Yuan, adattando le scene di azione alle esigenze di recupero dell'attore.
Nel 2018 ha doppiato Bumblebee nel film spin-off della serie Transformers dallo stesso nome.

#### 2019-oggi: Progetti recenti
Nel 2019, ha recitato nel primo episodio della serie commedia fantascientifica, creata da Charlie Sanders e Jordan Peele, Weird City. Nel 2020, ha recitato nel thriller Flashback e nel film d'avventura e post-apocalittico Love and Monsters. Ai Premi Oscar 2021, quest'ultimo, viene candidato per i migliori effetti speciali.
Nel febbraio 2021, è stato scelto per The Outfit con Mark Rylance e Zoey Deutch; le riprese sono terminate nell'aprile 2021. Nell'agosto 2021, è entrato nel cast di Not Okay e di Caddo Lake (fino a maggio 2023 conosciuto come The Vanishings at Caddo Lake). Nell'ottobre 2021, è stato annunciato che sarebbe stato guest star nella stagione 11 di Curb Your Enthusiasm. Il 12 novembre 2021, O'Brien ha recitato al fianco di Sadie Sink nel cortometraggio di Taylor Swift All Too Well: The Short Film. È stato anche accreditato come batterista nel brano Snow on the Beach dal decimo album in studio della Swift, Midnights (2022).

## Filantropia
Dylan O'Brien è attivo in iniziative benefiche fin dall'inizio della sua carriera, specialmente riguardo ai diritti LGBT. Con il cast di Teen Wolf, ha preso parte alla campagna NOH8 contro la California Proposition 8, un referendum in cui si chiedeva l'abolizione del diritto al matrimonio per coppie omosessuali. Inoltre, con l'amico e collega Tyler Posey ha partecipato all'iniziativa #MTVSpiritDay, un progetto per la raccolta fondi contro la violenza, in particolar modo contro le persone omofobe.
Nel dicembre del 2014 Dylan e l'attrice Kaya Scodelario, sua compagna di set in Maze Runner, hanno preso parte al progetto The Thirst Project, che ha l'obiettivo di facilitare l'accesso all'acqua potabile alle comunità più povere dell'Africa.

## Filmografia

### Attore

#### Cinema
- High Road, regia di Matt Walsh (2011)
- Sacks West, regia di Nick Corirossi e Charles Ingram (2011)
- Charlie Brown: Blockhead's Revenge, regia di Robert Ben Garant – cortometraggio (2011)
- The First Time, regia di Jon Kasdan (2012)
- Gli stagisti (The Internship), regia di Shawn Levy (2013)
- Maze Runner - Il labirinto (The Maze Runner), regia di Wes Ball (2014)
- Maze Runner - La fuga (Maze Runner: The Scorch Trials), regia di Wes Ball (2015)
- Deepwater - Inferno sull'oceano (Deepwater Horizon), regia di Peter Berg (2016)
- American Assassin, regia di Michael Cuesta (2017)
- Maze Runner - La rivelazione (Maze Runner: The Death Cure), regia di Wes Ball (2018)
- Love and Monsters, regia di Michael Matthews (2020)
- Flashback, regia di Christopher MacBride (2020)
- Infinite, regia di Antoine Fuqua (2021)
- The Outfit, regia di Graham Moore (2022)
- Not Okay, regia di Quinn Shephard (2022)
- Maximum Truth, regia di David Stassen (2023)
- Ponyboi, regia di Esteban Arango (2024)
- Saturday Night, regia di Jason Reitman (2024)
- Caddo Lake, regia di Logan George e Celine Held (2024)

#### Televisione
- Teen Wolf – serie TV, 85 episodi (2011-2017)[32]
- First Dates with Toby Harris – serie TV, episodio 2x06 (2013)
- New Girl – serie TV, episodio 2x23 (2013)
- Weird City – serie TV, episodio 1x01 (2019)
- Storie incredibili (Amazing Stories) – serie TV, episodio 1x01 (2020)
- Curb Your Enthusiasm – serie TV, episodio 11x02 (2021)

### Doppiatore
- Bumblebee, regia di Travis Knight (2018)

### Videoclip
- All Too Well: The Short Film, di Taylor Swift (2021)

## Riconoscimenti
- Teen Choice Awards
  - 2014 – Miglior attore per Teen Wolf[33]
  - 2015 – Candidatura come miglior attore in un film d'azione per Maze Runner - Il labirinto[34]
  - 2015 – Candidatura alla miglior intesa in un film (con Thomas Brodie-Sangster) per Maze Runner – Il labirinto[34]
  - 2016 – Miglior attore in un film d'azione per Maze Runner - La fuga
  - 2016 – Miglior intesa in un film (con Thomas Brodie-Sangster) per Maze Runner – La fuga
  - 2016 – Miglior star TV maschile dell'estate per Teen Wolf
  - 2016 – Choice AnTEENcipated Movie Actor per Deepwater - Inferno sull'oceano
  - 2017 – Miglior attore in una serie TV fantasy/sci-fi per Teen Wolf[35]
  - 2017 – Candidatura al Choice TV Ship (con Holland Roden) per Teen Wolf
  - 2018 – Candidatura al miglior attore in un film d'azione per Maze Runner - La rivelazione[36]
  - 2018 – Candidatura al Choice Movie Ship (con Kaya Scodelario) per Maze Runner – La rivelazione[36]
- MTV Movie Awards
  - 2015 – Miglior performance rivelazione per Maze Runner – Il labirinto[37]
  - 2015 – Miglior combattimento (con Will Poulter) per Maze Runner – Il labirinto[38]
  - 2015 – Miglior eroe per Maze Runner – Il labirinto[37]
  - 2015 – Candidatura alla performance più terrorizzante per Maze Runner – Il labirinto
- Young Hollywood Awards
  - 2013 – Miglior Cast (con Tyler Posey, Crystal Reed, Holland Roden e Tyler Hoechlin) per Teen Wolf[39]
  - 2014 – Miglior esordiente[40][41]
- Giffoni Film Festival
  - 2014 – Giffoni Experience Award[42]
- NewNowNext Awards
  - 2014 – Candidatura come Best New Film Actor[43]
- Shorty Awards
  - 2014 – Candidatura come miglior attore[44]
- Melty Future Awards
  - 2015 – Prix International Masculin[45]

## Doppiatori italiani
Nelle versioni in italiano delle opere in cui ha recitato, Dylan O'Brien è stato doppiato da:
- Daniele Giuliani in Maze Runner - Il labirinto, Maze Runner - La fuga, Maze Runner - La rivelazione, Saturday Night
- Davide Perino ne Gli stagisti, Deepwater - Inferno sull'oceano, American Assassin, Infinite
- Alessandro Campaiola in Love and Monsters, The Outfit, Caddo Lake
- Andrea Oldani in Teen Wolf
- Emanuele Ruzza in Not Okay
- Gabriele Lopez in Storie Incredibili

Da doppiatore è stato sostituito da:
- Ivan Zaytsev in Bumblebee